# Money, Money, Money
«Money, Money, Money» (с англ. — «Деньги, деньги, деньги») — песня, записанная шведской группой ABBA в 1976 году. Она входит в альбом Arrival, включена в компиляцию ABBA Gold: Greatest Hits, а также присутствует в мюзикле Mamma Mia!.

## История
Песня «Money, Money, Money» (рабочее название — «Gypsy Girl») была написана Бенни Андерсоном и Бьорном Ульвеусом. Выпущенная в ноябре 1976 года, она повторила успех «Dancing Queen» благодаря, среди прочего, хорошему сочетанию драматического рисунка песни с вокальными данными солистки Анни-Фрид Лингстад.
Подобно большинству песен ABBA, на песню «Money, Money, Money» был позднее снят клип. Режиссёр клипа, Лассе Халльстрём, позднее признал «Money, Money, Money» лучшим видео группы ABBA, в создании которого он когда-либо принимал участие.
«Money, Money, Money» стал одним из трёх, наряду с «Dancing Queen» и «Knowing Me, Knowing You», хитов с альбома Arrival. В Австралии песня оставалась № 1 в продолжение шести недель. Она занимала первые места в чартах таких стран, как Бельгия, Франция, Нидерланды, Западная Германия, Мексика и Новая Зеландия, и пробилась в тройку лучших песен в Норвегии, Ирландии, Швейцарии, Австрии и Великобритании.
В разных странах сингл издавался в различных версиях и, порой, с обложками, отличающимися от шведского оригинала. Так, например, в Италии диск издавался с Би-сайдом «Knowing Me, Knowing You», а французское и австралийские издания выпускались с другими исполнениями конверта пластинки.

## Позиции в чартах
| Чарт (1976/1977)                      | Высшая позиция |
| ------------------------------------- | -------------- |
| Australian ARIA Singles Chart         | 1              |
| Belgian VRT Top 30 Singles Chart      | 1              |
| Costa Rica Top 50 Radio Singles Chart | 1              |
| Dutch Top 40                          | 1              |
| French IFOP Singles Chart             | 1              |
| German Singles Chart                  | 1              |
| Mexican Singles Chart                 | 1              |
| New Zealand Singles Chart             | 1              |
| Eurochart Hot 100 Singles             | 1              |
| Irish Singles Chart                   | 2              |
| Norwegian VG-lista Singles Chart      | 2              |
| Swiss Singles Chart                   | 2              |
| Austrian Singles Chart                | 3              |
| UK Singles Chart                      | 3              |
| Finnish Singles Chart                 | 7              |
| U.S. Billboard Hot 100                | 56             |

## Некоторые кавер-версии
- Шведско-немецкая евродэнс-группа E-rotic включила танцевальную версию этой композиции в свой альбом 1997 года Thank You for the Music, составленный из песен ABBA.
- Германская рок-группа Charisma включила переработанную версию «Money, Money, Money» в свой дебютный альбом Karma. Мелодия осталась прежней, текст песни был полностью переписан.
- Финская хеви-метал группа Afterworld записала кавер-версию песни для своего диска 2000 года Connecting Animals.
- Шведская металлическая группа Mental Crypt исполнила её для сборника A Black Mark Tribute Vol. 2
- На трибьют-альбоме A Tribute to ABBA эта песня звучала в версии немецкой пауэр-метал группы At Vance, включившей её также и в свой дебютный альбом No Escape 1999 года.
- Немецкая AC/DC-трибьют группа Riff Raff записала версию песни в AC/DC-стиле для своего диска 2006 года Rock ’N’ Roll Mutation Vol. 1: Riff Raff Performs ABBA.
- Советский и российский ВИА «Весёлые ребята» исполнил русскоязычный кавер этой песни — «Помню, помню» (русский текст А. Монастырского).

## Упоминания в других произведениях
- Участники группы ABBA исполняют отрывки из песни в фильме «ABBA» (1977).
- Песня включена как в мюзикл Mamma Mia!, так и в его экранизацию.